# Diglycerid
Diglycerider, mere korrekt kaldet diacylglyceroler (DAG), er organiske kemiske forbindelser som består af et glycerolmolekyle, hvortil der er bundet to fedtsyrer via esterbindinger. Diacylglyceroler kan opdeles i 1,3-diacylglyceroler og 1,2-diacylglyceroler afhængig af hvilken position på glycerolresten der ikke er bundet en fedtsyrerest.

## Biokemisk signalering
Diacylglycerol er et vigtigt signalmolekyle, en såkaldt second messenger (sekundær budbringer). Fosfolipase C kløver plasmamembranens fosfatidylinositol (3,4)-bisfosfat (PIP2) til inositol trifosfat (IP3) og DAG. DAG bliver til forskel fra IP3 i plasmamembranen pga. de to fedtsyrers hydrofobe karakter. IP3 diffunderer ind til cellens endoplasmatiske retikulum og stimulerer frigivelse af calciumioner til cytosolen. DAG aktiverer derefter protein kinase C når koncentrationen af calciumioner i cytosolen stiger.
| Naturvidenskab | Spire Denne naturvidenskabsartikel er en spire som bør udbygges. Du er velkommen til at hjælpe Wikipedia ved at udvide den. |